# Folquet de Marseille
Folquet de Marseille, Folques z Marsylii, Foulques z Tuluzy, Fulk z Tuluzy (ur. ok. 1150, zm. 25 grudnia 1231) – trubadur, później także biskup Tuluzy.
Być może urodził się w Genui jako syn kupca. Jako trubadur działał w latach ok. 1180-1195. Zachowało się 29 jego pieśni, z których połowa posiada oryginalną melodię. Około roku 1200 przyjął święcenia.  W 1201 został mianowany opatem Thoronet, następnie od 1205 został biskupem Tuluzy. Ustanowił tam uniwersytet; był także jednym z założycieli zakonu dominikańskiego.